# Piotr Skłodowski
 Piotr Marian Skłodowski  (ur. 21 września 1936 w Skłodach Stachach) – polski naukowiec gleboznawca, profesor nadzwyczajny i zwyczajny nauk rolniczych, Prezes Polskiego Towarzystwa Gleboznawczego (1995–2011), profesor Politechniki Warszawskiej.

## Życiorys
Urodził się 21 września 1936 r. we wsi Skłody-Stachy (obecnie w województwie mazowieckim). Maturę zdał w 1954 r. Studiował na Wydziale Rolniczym w Szkole Głównej Gospodarstwa Wiejskiego w Warszawie, specjalizując się w zakresie chemii rolnej i gleboznawstwa.

## Działalność naukowa
Stopień doktora nauk rolniczych uzyskał w 1966 r. W 1974 r. Rada Wydziału Rolniczego Akademii Rolniczej w Warszawie nadała mu stopień doktora habilitowanego, a w 1989 r. Rada Państwa nadała mu tytuł profesora nadzwyczajnego nauk rolniczych. Tytuł profesora zwyczajnego otrzymał w 1997 r.
Od 1961 roku związany był z Wydziałem Geodezji i Kartografii Politechniki Warszawskiej. W latach 1961–2007 pracował w Zakładzie Gleboznawstwa i Ochrony Gruntów Instytutu Geodezji Gospodarczej, kierując nieprzerwanie tą placówką naukową przez 40 lat (1975-2005). W tym czasie pełnił m.in. funkcję zastępca dyrektora, a następnie dyrektora (1978–1990) Instytutu Geodezji Gospodarczej, prodziekana (1993–1996), następnie dziekana wydziału (1996-2002), senatora Politechniki Warszawskiej, oraz kierownika Zakładu Gleboznawstwa i Ochrony Gruntów (1975-2002)
W latach 1991 – 1995 był prezesem Oddziału Warszawskiego Polskiego Towarzystwa Gleboznawczego a w latach 1995-2011 prezesem Polskiego Towarzystwa Gleboznawczego, którego obecnie jest prezesem honorowym. W latach 1995–2011 pełnił funkcję Wiceprzewodniczącego Komitetu Gleboznawstwa i Chemii Rolnej PAN, członka zarządu IUSS. W 2004 r. Senat Uniwersytetu Warmińsko-Mazurskiego w Olsztynie przyznał mu tytuł Profesora Honorowego.

## Życie prywatne
Żonaty, dwoje dzieci.

## Wybrane publikacje publikacje[4]
- Skłodowski Piotr: Sławomir Miklaszewski-założyciel gleboznawstwa w Politechnice Warszawskiej oraz twórca polskiej szkoły gleboznawczej, w: Gleboznawstwo doświadczenia i wyzwania w procesie kształcenia / Maciejewska Alina (red.), 2017, ISBN 978-83-7814-612-4, ss. 9-17
- Skłodowski Piotr, Bieniek B., Bielska Anna: Podstawy kartografii i klasyfikacji użytkowej gleb, w: Gleboznawstwo / Mocek Andrzej (red.), 2015, Wydawnictwo Naukowe PWN SA, ISBN 978-83-01-17944-6, ss. 430-484
- Skłodowski Piotr (red.): Podstawy gleboznawstwa z elementami kartografii gleb, 2014, ul. Polna 50, 00-644 Warszawa, Oficyna Wydawnicza Politechniki Warszawskiej, ISBN 978-83-7814-168-6, 403 s.
- Skłodowski Piotr: Kształtowanie i ewolucja gleb, w: Podstawy gleboznawstwa z elementami kartografii gleb / Skłodowski Piotr (red.), 2014, Oficyna Wydawnicza Politechniki Warszawskiej, ISBN 978-83-7814-168-6, ss. 22-71
- Skłodowski Piotr: Wstęp, w: Podstawy gleboznawstwa z elementami kartografii gleb / Skłodowski Piotr (red.), 2014, Oficyna Wydawnicza Politechniki Warszawskiej, ISBN 978-83-7814-168-6, ss. 13-21
- Bielska Anna, Skłodowski Piotr: Analysis of the factors that affect determination of the field-forest boundary, w: Zeszyty Naukowe Uczelni Warszawskiej im. Marii Skłodowskiej-Curie, nr 4 (46), 2014, ss. 239-251
- Skłodowski P., Bielska Anna: The role of soils in sustainable development of rural areas, w: Zeszyty Naukowe Uczelni Warszawskiej im. Marii Skłodowskiej-Curie, nr 4 (46), 2014, ss. 63-71
- Skłodowski Piotr, Bielska Anna: Potrzeby i metody aktualizacji gleboznawczej klasyfikacji gruntów, 2009, Uczelnia Warszawska im. Marii Skłodowskiej-Curie, Instytut Geodezji i Kartografii, ISBN 978-83-928715-8-3, 95 s.
- Bielska Anna, Skłodowski Piotr: Aktualizacja gleboznawczej klasyfikacji gruntów dla potrzeb rozwoju obszarów wiejskich, w: Materiały XVII Ogólnopolskiej Konferencji z cyklu: "Nowe tendencje w teorii i praktyce urządzania obszarów wiejskich" na temat: Rozwój obszarów wiejskich - stan obecny i perspektywy, 2009, Oficyna Wydawnicza Politechniki Warszawskiej, ss. 327-333
- Szafranek Antoni, Skłodowski Piotr, Bielska Anna [i in.]: Właściwości fizykochemiczne gleb płowych wytworzonych z glin zwałowych Wysoczyzny Wysokomazowieckiej, w: Zeszyty Problemowe Postępów Nauk Rolniczych, vol. 520, nr II, 2007, ss. 737-743
- Bielska Anna, Szafranek Antoni, Skłodowski Piotr: Baza danych jako źródło informacji o środowisku glebowym, w: Polish Journal of Sustainable Development, nr 8, 2006, ss. 23-24
- Skłodowski Piotr, Szafranek Antoni, Bielska Anna: Stan środowiska glebowego południowej części Wysoczyzny Wysokomazowieckiej. Warunki kształtowania zrównoważonego rozwoju obszarów wiejskich, 2005, ul. Polna 50, 00-644 Warszawa, Oficyna Wydawnicza Politechniki Warszawskiej, ISBN 83-7207-554-9, 92 s.
- Skłodowski Piotr, Szafranek Antoni, Bielska Anna: Gospodarowanie glebami zaliczanymi do kompleksów 6 i 7 przydatności rolniczej w świetle zrównoważonego rozwoju, w: Bonitacja i klasyfikacja gleb Polski / Nawrocki Stanisław, Dobrzański Bohdan, Grundas Stanisław (red.), 2004, Wydawnictwo Naukowe FRNA - Instytut Agrofizyki im. Bohdana Dobrzańskiego PAN w Lublinie, ISBN 83-87385-75-1, ss. 39-41
- Skłodowski Piotr, Szafranek Antoni, Bielska Anna: Gospodarowanie glebami zaliczanymi do kompleksów 6 i 7 przydatności rolniczej w świetle zrównoważonego rozwoju, w: Acta Agrophysica, vol. 108, nr 5/2004, 2004, ss. 119-128
- Skłodowski Piotr, Maciejewska Alina: Przemiany substancji organicznej w glebie po zastosowaniu nawozów z węgla brunatnego, w: Zeszyty Problemowe Postępów Nauk Rolniczych, nr 455, 1998, ss. 179-186
- Maciejewska Alina, Wilkowski Wojciech Andrzej, Skłodowski Piotr: Wpływ autostrady na rozłóg gruntów oraz kierunki użytkowania gruntów przyległych, w: Prace Naukowe Politechniki Warszawskiej. Geodezja, vol. 314, 1997, ss. 191-196
- Skłodowski Piotr, Białousz Stanisław: Ćwiczenia z gleboznawstwa i ochrony gruntów, 1996, Warszawa, Ofic. Wydaw. PWarsz., ISBN 83-87012-36-X, 134 s.
- Skłodowski Piotr, Maciejewska Alina: Transformations of Organic Matter in Soils Following Amendments with Organic and Mineral Fertilizers, w: Humic Substances and Organic Matter in Soil and Water Environments: Characterization, Transformations and / Clapp C.E. [i in.] (red.), 1996, Department of Soil, Water and Climate, University of Minnesota, ISBN 978-188-9365-00-8, ss. 493-493
- Skłodowski Piotr, Maciejewska Alina, Krajewska Elżbieta [i in.]: Występowanie metali ciężkich w pyle opadowym na obszarach nie zabudowanych na przykładzie trasy szybkiego ruchu Warszawa-Katowice, w: Prace Naukowe Politechniki Warszawskiej. Geodezja, vol. 33, 1995, ss. 81-91
- Skłodowski Piotr, Maciejewska Alina:. Właściwości materii organicznej gleb po agromelioracji nawozem organiczno-mineralnym, w: Zeszyty Problemowe Postępów Nauk Rolniczych, nr 409, 1993, ss. 203-208
- Maciejewska Alina, Skłodowski Piotr: Gospodarka zasobami glebowymi, w: Zeszyty Problemowe Postępów Nauk Rolniczych, nr 401, 1992, ss. 133-141
- Skłodowski Piotr, Maciejewska Alina, Szafranek Antoni: Wpływ procesu bielicowania na rozmieszczenie pierwiastków śladowych w profilach gleb bielicowych, w: Roczniki Gleboznawcze, vol. XXXIX, nr 4, 1988, ss. 113-128
- Skłodowski Piotr, Maciejewska Alina: Pierwiastki śladowe w glebach rdzawych, wytworzonych z piaskowców triasowych, w: Roczniki Gleboznawcze, vol. XXXVII, nr 1, 1986, ss. 67-78